# ワンチャンあり!?キングオブスクール
『ワンチャンあり!?キングオブスクール』は、2022年1月6日23:59 - 翌0:54（プラチナイト枠）に読売テレビの制作により、日本テレビ系列で放送されたバラエティ番組。
2022年6月23・30日23:59 - 翌0:54（プラチナイト枠）に2週連続で第2弾及び第3弾が放送された。

## 番組概要
ユニークな取り組みを行う学校へ密着取材し、全国の学生たちにより楽しい学校づくりへのヒントを与える番組である。

## 出演者
MC
- 麒麟・川島明
- 野性爆弾・くっきー!
- 西野七瀬

ゲスト
- 第1回
  - ジャングルポケット（斉藤慎二、おたけ）
  - コロコロチキチキペッパーズ
  - 渋谷凪咲（NMB48）
- 第2回
  - おいでやすこが
  - ニューヨーク
- 第3回
  - もう中学生
  - 山之内すず
  - 男性ブランコ

## ネット局
| 放送対象地域   | 放送局                    | 系列                                         | 放送日時            | ネット状況 |
| -------------- | ------------------------- | -------------------------------------------- | ------------------- | ---------- |
| 近畿広域圏     | 読売テレビ（ytv）         | 日本テレビ系列                               | 木曜 23:59 - 翌0:54 | 制作局     |
| 北海道         | 札幌テレビ（STV）         | 日本テレビ系列                               | 木曜 23:59 - 翌0:54 | 同時ネット |
| 青森県         | 青森放送（RAB）           | 日本テレビ系列                               | 木曜 23:59 - 翌0:54 | 同時ネット |
| 岩手県         | テレビ岩手（TVI）         | 日本テレビ系列                               | 木曜 23:59 - 翌0:54 | 同時ネット |
| 宮城県         | ミヤギテレビ（MMT）       | 日本テレビ系列                               | 木曜 23:59 - 翌0:54 | 同時ネット |
| 秋田県         | 秋田放送（ABS）           | 日本テレビ系列                               | 木曜 23:59 - 翌0:54 | 同時ネット |
| 山形県         | 山形放送（YBC）           | 日本テレビ系列                               | 木曜 23:59 - 翌0:54 | 同時ネット |
| 福島県         | 福島中央テレビ（FCT）     | 日本テレビ系列                               | 木曜 23:59 - 翌0:54 | 同時ネット |
| 関東広域圏     | 日本テレビ（NTV）         | 日本テレビ系列                               | 木曜 23:59 - 翌0:54 | 同時ネット |
| 山梨県         | 山梨放送（YBS）           | 日本テレビ系列                               | 木曜 23:59 - 翌0:54 | 同時ネット |
| 新潟県         | テレビ新潟（TeNY）        | 日本テレビ系列                               | 木曜 23:59 - 翌0:54 | 同時ネット |
| 長野県         | テレビ信州（TSB）         | 日本テレビ系列                               | 木曜 23:59 - 翌0:54 | 同時ネット |
| 静岡県         | 静岡第一テレビ（SDT）     | 日本テレビ系列                               | 木曜 23:59 - 翌0:54 | 同時ネット |
| 富山県         | 北日本放送（KNB）         | 日本テレビ系列                               | 木曜 23:59 - 翌0:54 | 同時ネット |
| 石川県         | テレビ金沢（KTK）         | 日本テレビ系列                               | 木曜 23:59 - 翌0:54 | 同時ネット |
| 福井県         | 福井放送（FBC）           | 日本テレビ系列                               | 木曜 23:59 - 翌0:54 | 同時ネット |
| 中京広域圏     | 中京テレビ（CTV）         | 日本テレビ系列                               | 木曜 23:59 - 翌0:54 | 同時ネット |
| 鳥取県・島根県 | 日本海テレビ（NKT）       | 日本テレビ系列                               | 木曜 23:59 - 翌0:54 | 同時ネット |
| 広島県         | 広島テレビ（HTV）         | 日本テレビ系列                               | 木曜 23:59 - 翌0:54 | 同時ネット |
| 山口県         | 山口放送（KRY）           | 日本テレビ系列                               | 木曜 23:59 - 翌0:54 | 同時ネット |
| 徳島県         | 四国放送（JRT）           | 日本テレビ系列                               | 木曜 23:59 - 翌0:54 | 同時ネット |
| 香川県・岡山県 | 西日本放送（RNC）         | 日本テレビ系列                               | 木曜 23:59 - 翌0:54 | 同時ネット |
| 愛媛県         | 南海放送（RNB）           | 日本テレビ系列                               | 木曜 23:59 - 翌0:54 | 同時ネット |
| 高知県         | 高知放送（RKC）           | 日本テレビ系列                               | 木曜 23:59 - 翌0:54 | 同時ネット |
| 福岡県         | 福岡放送（FBS）           | 日本テレビ系列                               | 木曜 23:59 - 翌0:54 | 同時ネット |
| 長崎県         | 長崎国際テレビ（NIB）     | 日本テレビ系列                               | 木曜 23:59 - 翌0:54 | 同時ネット |
| 熊本県         | くまもと県民テレビ（KKT） | 日本テレビ系列                               | 木曜 23:59 - 翌0:54 | 同時ネット |
| 大分県         | テレビ大分（TOS）         | 日本テレビ系列 フジテレビ系列                | 木曜 23:59 - 翌0:54 | 同時ネット |
| 宮崎県         | テレビ宮崎（UMK）         | フジテレビ系列 日本テレビ系列 テレビ朝日系列 | 木曜 23:59 - 翌0:54 | 同時ネット |
| 鹿児島県       | 鹿児島読売テレビ（KYT）   | 日本テレビ系列                               | 木曜 23:59 - 翌0:54 | 同時ネット |

## スタッフ
- ナレーション：高野麻里佳
- 演出：扇山篤司（BACK-UP）
- ディレクター：中谷航（BACK-UP）、原田浩司、三井知人、下川翔平、菅谷宏樹、泉貴晶、濱崎秀徳、尾小山直登（原田・三井・下川・菅谷・濱崎→第2回-、泉・尾小山→第3回）
- 構成：辻健一、中尾拓彦、仲内力也、田口拓矢
- カメラ：奥村一彦（第2回-）
- 音声：高橋裕也
- 編集：曽根徹（第2回-）
- MA：吉田章太
- 音響効果：遠藤治朗
- 技術協力：mabu、麻布プラザ、ネクストライ、四国東通
- リサーチ：三宅真衣、山﨑恵輔
- 学校：ヒューマンキャンパス高等学校（香川県）、ひばりが丘高等学校（山梨県）（共に第3回）
- 撮影協力：sun studio、門前仲町ビルスタジオ 2st（共に第2回-）
- デスク：宮代さつき（読売テレビ）
- 宣伝：北本ひかり（読売テレビ、第2回-）
- 協力：BACK-UP MEDIA
- 制作協力：吉本興業
- プロデューサー・演出：伊藤隆洋（読売テレビ）
- プロデューサー：馬場省吾（吉本興業）、田川裕也（BACK-UP）
- チーフプロデューサー：西川義嗣（読売テレビ）
- 制作著作：読売テレビ

### 過去のスタッフ
- ディレクター：阿部和考、井関雅之、吉村直暢（共に第1回）
- カメラ：岸賢俊（第1回）
- 編集：山中健司（第1回）
- 協力：長浜高等学校（愛媛県）、葛川小中学校（滋賀県）、ブレア女子高等部（東京都）、飯塚高等学校（福岡県）（共に第1回）
- 学校：上士幌高等学校（北海道）、大垣養老高等学校（岐阜県）、吉田高等学校（山梨県）（共に第2回）
- 撮影協力：ロングボードカフェキャプテンサンタ（第1回）
- 宣伝：森脇征大・森井亜季（共に読売テレビ、第1回）
- AP：杉本瑞季（吉本興業）、泉亜希子（BACK-UP）（共に第1回）
- プロデューサー：今瀧陽介（BACK-UP、第1回）